# Gordon Smith (politico)
Gordon Harold Smith (Pendleton, 25 maggio 1952) è un politico statunitense, senatore per lo stato dell'Oregon dal 1997 al 2009.

## Biografia
Nato nell'Oregon in una famiglia molto attiva politicamente, Smith si trasferì nel Maryland da bambino per impegni lavorativi di suo padre, funzionario del Dipartimento dell'Agricoltura. Dopo la laurea in legge Smith lavorò come avvocato e si occupò della gestione dell'azienda di famiglia, la Smith Frozen Foods.
Entrato in politica con il Partito Repubblicano, nel 1992 venne eletto all'interno della legislatura statale dell'Oregon. Nel 1996 si candidò ad un'elezione speciale per il Senato, conseguente alle dimissioni del senatore in carica Bob Packwood; Smith venne sconfitto di misura dal deputato democratico Ron Wyden, ma nello stesso anno si candidò per l'altro seggio senatoriale e riuscì a farsi eleggere.
Nel 2002 ottenne un secondo mandato con ampie percentuali di voto, poi nel 2008 chiese agli elettori il terzo mandato ma venne sconfitto da Jeff Merkley. Nella stessa tornata elettorale due cugini di Smith, Tom e Mark Udall, entrambi democratici, vennero eletti senatori rispettivamente per lo stato del Nuovo Messico e per lo stato del Colorado. Due anni dopo, anche un altro cugino di Smith, Mike Lee, venne eletto senatore per lo Utah.
Durante la sua permanenza al Congresso, Gordon Smith era considerato un repubblicano di ideologia moderata, specie sul tema dei diritti LGBT. Si trovò spesso a collaborare con i colleghi democratici in alcune azioni legislative, come la battaglia in favore dell'abolizione di una legge che impediva ai sieropositivi di varcare il confine statunitense e di ottenere la cittadinanza. Inoltre si dichiarò contrario all'iniziativa dell'allora Presidente George W. Bush di inviare nuove truppe in Iraq.